# یواس‌اس الگونکویین (۱۸۶۳)
یواس‌اس الگونکویین (۱۸۶۳) (به انگلیسی: USS Algonquin) یک کشتی متعلق به نیروی دریایی آمریکا بود که در ۲۱ دسامبر ۱۸۶۳ ساختش آغاز گردید اما نتوانست آزمون‌های نهایی را پشت سر گذارد و در ۲۱ اکتبر ۱۸۶۹ فروخته شد.